# 반평행
반평행(antiparallel)이란 하나의 각과 두 직선에 대하여 한 직선을 각대칭한 것이 다른 직선과 평행한 관계를 말한다. 즉, 직선 m과 n이 각 A에 대해 반평행이면 직선 m을 각 A에 대해 각대칭시킨 직선이 n과 평행하다.

## 예시
- 각의 이등분선에 평행한 직선들끼리 반평행이며, 수직인 직선들끼리도 반평행이다.
- 각대칭인 두 직선은 서로 반평행이다.

## 성질

### 기본 성질
직선 m과 n이 각 BAC에 대해 반평행이면,
- 반직선 AB, AC와 m, n이 이루는 동측내각의 크기가 같다.
- m과 n의 각의 이등분선은 각 BAC의 이등분선과 평행하다.
- 반직선 AB, AC와 m, n의 네 교점은 한 원 위에 있다.

### 평행과의 관계
- 세 직선 l, m, n과 각 A에 대해 ㅣ과 m이 각대칭이고 m과 n이 각대칭이면 l과 n은 평행이다.

## 같이 보기
- 각대칭
- 등편각선
- 평행